# داینا شور
داینا شور (به انگلیسی: Dinah Shore) (۲۹ فوریه ۱۹۱۶ - ۲۴ فوریه ۱۹۹۴) خواننده، هنرپیشه، و شخصیت تلویزیونی آمریکایی بود. او در دوره‌ای از موسیقی جاز معروف به بیگ بند در دهه‌های ۱۹۴۰ و ۱۹۵۰ به اوج محبوبیت خود به عنوان خواننده رسید و ده سال بعد از آن شرکت او در برنامه‌های تلویزیونی موفقیت‌های بیشتری را برای او رقم زد. معروفیت او به ویژه به خاطر میزبانی یک رشته برنامه نمایشی برای شورولت بود.
داینا شور آهنگی نیز به فارسی خواند که آهنگ «امید زندگانی» الهه است.